# Monclar (Gers)
Monclar é uma comuna francesa na região administrativa de Occitânia, no departamento de Gers. Estende-se por uma área de 10,12 km². Em 2010 a comuna tinha 205 habitantes (densidade: 20,3 hab./km²).